# Kerry Dixon
Kerry Michael Dixon (født 24. juli 1961 i Luton, England) er en tidligere engelsk fodboldspiller og træner, der spillede som angriber. Han var på klubplan primært tilknyttet Reading, Chelsea og Luton Town. Længst tid tilbragte han hos Chelsea, hvor han var tilknyttet ni sæsoner
Dixon blev desuden noteret for otte kampe og fire scoringer for Englands landshold. Han repræsenterede sit land ved VM i 1986 i Mexico, hvor englænderne nåede kvartfinalerne.
Under sit ophold i Doncaster var Dixon spillende manager. Efter sit karrierestop har han trænet to mindre non-league klubber.